# Pearson Brothers
Pearson Brothers is een voormalig warenhuis in Nottingham, Engeland. Het warenhuis werd gesloten in 1988.

## Geschiedenis
Pearson Brothers begon in 1899 toen Frederick Pearson de voormalige ijzerwinkel Wigglesworth overnam in een gehuurd pand aan Long Road. Frederick veranderde de naam van het bedrijf in Pearsons en nam zijn twee zonen, Charles William en Tom, een portier en een kleine jongen in dienst. De zaak had niet alleen een winkel maar ook een kantoor en een kelder met een waterpomp.
In 1894 werd elektriciteit geïntroduceerd in Nottingham, en Pearsons nam een elektrotechnisch ingenieur in dienst om contractwerk voor klanten te doen. De winkel vulde het elektrische contractwerk aan door elektrische apparaten in de winkel te verkopen en werd een officiële dealer voor veel producten, waaronder producten van The Hoover Company in 1925. 
Het bedrijf groeide snel en de eerste van vele uitbreidingen werd in 1898 aan de achterzijde van de winkel gebouwd om plaats te bieden aan een showroom voor de nieuwe vuurkorven die het bedrijf had ontworpen.
In de loop van de volgende drie decennia breidde het bedrijf de winkel uit, zowel qua omvang als qua assortiment werden verkocht. Tijdens de bouw van het raadhuis in de jaren 1920 zakte de verkoop van het bedrijf echter in elkaar, net als bij veel bedrijven in de buurt. 
Maar in de jaren 1930 groeide het bedrijf weer door de winkel uit te breiden en een tweedehands motorvoertuig aan te schaffen voor leveringen. De grammofoonluisterkamer werd in dit decennium omgebouwd tot café en het huurcontract voor de winkel werd in 1934 verlengd met de eigenaar, Joseph Darby. In de winkel werd een speciale lift aangebracht om de toegankelijkheid van de verdiepingen te verbeteren. In de jaren 1930 bedacht en patenteerde Laurie Pearson, de zoon van Tom (een van de Pearson Brothers), de eerste veilige en praktische elektrische deken. 
Na de oorlog vierde het bedrijf zijn diamanten jubileum in 1949 en tegen het einde van de jaren vijftig was het een geautoriseerde dealer geworden van het platenlabel His Master Voice van EMI, kolen- en gasgestookte apparatuur van East Midlands Gas Board, Redfyre Oil Heaters van Newton, Chambers and Co Ltd, en de verkoop van zilveren sieraden van Mappin &amp; Webb. Het bedrijf leverde ook straatverlichting aan de stad en brandblusapparatuur.
In 1966 werd de volgende grote uitbreiding van de winkel geopend, met de nieuwe ingang  in Scandinavische stijl aan de Upper Parliament Street om het bedrijf een modern uiterlijk te geven. In 1986 kreeg de winkel een café en een restaurant 'Planters' en werd de vernieuwde modeafdeling geopend. 

## Sluiting
De eigenaren van het winkelpand, wilden de locatie herontwikkelen met een winkelgalerij en zegden in 1987 de huur op van de kleinzoon van oprichter Robert Pearson. Er volgde een juridisch gevecht, maar in oktober van dat jaar accepteerde het bedrijf een aanbod voor beëindiging  van de huurovereenkomst. 
In januari 1988 sloot de winkel definitief de deuren, waarbij 115 arbeidsplaatsen verloren gingen.
De ontwikkeling bleef echter uit doordat de plannen van eigenaar Grosvenor Properties uit Londen op bezwaren stuitte om de Georgische gevel te slopen. In 1990 werden de plannen dan ook gestopt. In 1993 werd de bouwvergunning verleend om op het terrein een parkeergarage van meerdere verdiepingen en een overheidsgebouw te realiseren. In 1996 hadden er nog geen werkzaamheden plaatsgevonden en verwoestte een brand het interieur van het gebouw. Het gebouw aan Upper Parliament Street werd uiteindelijk gesloopt om plaats te maken voor de ontwikkeling met meerdere verdiepingen, terwijl de Long Row-gebouwen daarna zijn omgebouwd tot nieuwe winkelruimte.